# Crash Bandicoot N. Sane Trilogy
Crash Bandicoot N. Sane Trilogy är ett plattformsspel till Playstation 4, utvecklat av Vicarious Visions och utgivet av Activision. Spelet är en remastered-samling av de tre första Crash Bandicoot-spelen: Crash Bandicoot, Cortex Strikes Back och Warped, som ursprungligen utvecklades av Naughty Dog till Playstation. Spelet släpptes den 30 juni 2017 till Playstation 4 och den 29 juni 2018 till Microsoft Windows, Xbox One, och Nintendo Switch

## Gameplay
N. Sane Trilogy är en samling remasters av de tre första spelen i serien, Crash Bandicoot, Cortex Strikes Back och Warped. Precis som i de tidigare spelen ska man korsa olika nivåer med Crash och stoppa Doctor Neo Cortexs ondskefulla planer. Crash kan snurra samt hoppa för att besegra fiender, krossa lådor och samla föremål såsom Wumpafrukt, extra liv och skyddande Aku Aku-masker.

## Utveckling
Under 2011 berättade Activisions vd Eric Hirshberg att han skulle vilja utveckla ett nytt Crash Bandicoot-spel. 2012 skrev en av skaparna Andy Gavin i Reddit att han gärna vill se en högupplöst version av de fyra första spelen. Samma år sade medskapare Jason Rubin att han hoppades Activision kunde bringa Crash till hans "glansdagar" och att karaktären var fortfarande mycket populär bland fansen.
I januari 2013 sågs ett foto av Crash i Vicarious Visions studio. Ryktena om ett nytt spel avfärdades när studion sade att fotot kommer från ett inställt Crash Bandicoot-spel. I maj 2013 föreslog Andy Gavin att serien skulle behöva en reboot. I november 2013 började rykten cirkulera om att Sony Computer Entertainment hade köpt rättigheterna till serien. Spekulationerna drog igång när Sony visade upp en trailer för Playstation 4 där man kunde se en skylt föreställande Crash. Därefter meddelade en Activision-representant till Game Informer att de fortfarande äger rättigheterna till Crash Bandicoot och försöker på olika sätt "föra den älskade serien tillbaka till livet".
I juli 2014 avslöjade både Sony Computer Entertainment vd Andrew House och Naughty Dog att de har funderat på att återuppliva Crash Bandicoot-serien. Den 5 december 2015 florerade rykten om ett nytt Crash Bandicoot-spel när SIE Worldwide Studios ordförande Shawn Layden dök upp på scenen vid Playstation Experience klädd i en Crash Bandicoot-tröja. Layden nämnde dock aldrig serien.
I februari 2016 sade Randy Falk som arbetar för leksaksföretaget NECA i en intervju att Crash är på väg tillbaka. Gamespot kontaktade företaget och det visade sig vara att personen som intervjuade Falk hade missförstått honom. Falk hade sett en konceptbild gjord av fans och trott att ett nytt spel var under utveckling. I maj 2016 kunde man se Nathan Drake spela en nivå från det första spelet Crash Bandicoot i Uncharted 4: A Thief's End.
På E3-mässan 2016 meddelade man att Crash Bandicoot är en spelbar karaktär i Skylanders: Imaginators. Detta är hans första framträdande i ett TV-spel sedan Crash Bandicoot Nitro Kart 2. Dessutom fick man veta att de tre första spelen skulle göras om till Playstation 4 i ett partnerskap mellan Sony och Activision. Samlingen utvecklas av Vicarious Visions, teamet bakom Skylanders. De har också utvecklat Crash Nitro Kart samt flera Crash Bandicoot-spel på Game Boy Advance. I juli 2016 antydde Playstation-chefen Jim Ryan att remastern kan leda till nya Crash Bandicoot-spel i framtiden.
Den 3 december 2016 vid Playstation Experience avslöjades titeln på spelet som Crash Bandicoot N. Sane Trilogy. och att spelet skulle släppas någon gång under 2017. Vicarious Visions anser att spelet inte är en remake. Naughty Dogs ursprungliga design användes för att bygga spelet från grunden. I februari 2017 meddelade Activision att spelet släpps den 30 juni 2017.